# Новосёловка (Арбузинский район)
Новосёловка (укр. Новоселівка) — село в Арбузинском районе Николаевской области Украины.
Год основания — от 1820 до 1828. Население по переписи 2001 года составляло 471 человек. Почтовый индекс — 55350. Телефонный код — 5132.
Вероятно, село основано до 1820 года. Первое название — ХУТОР. Расположено при слиянии балки Брехухи и речки Арбузинки.

## Местный совет
55350, Николаевская обл., Арбузинский р-н, с. Новосёловка, ул. Центральная, 35